# Protoaricia oerstedi
Protoaricia oerstedi är en ringmaskart som först beskrevs av Jean Louis René Antoine Édouard Claparède 1864.  Protoaricia oerstedi ingår i släktet Protoaricia och familjen Orbiniidae. Inga underarter finns listade i Catalogue of Life.